# Seltsi
Seltsi (en macédonien Селци) est un village du sud-ouest de la Macédoine du Nord, situé dans la municipalité de Struga. Le village ne comptait aucun habitant en 2002. 